# Исмаилов, Кязим Гейдар оглы
Кязим Гейдар оглы Исмаилов (азерб. Kazım Mirheydər oğlu İsmayılov; 22 ноября 1905, с. Баскал, Шемахинский уезд, Бакинская губерния, Российская империя — 21 марта 1981, Баку, Азербайджанская ССР, СССР) — советский азербайджанский хозяйственный, государственный и партийный деятель.

## Биография
Родился 22 ноября 1905 в селе Баскал Шемахинского уезда Бакинской губернии Российской империи (ныне посёлок в составе Исмаиллинского района Республики Азербайджан).
В 1922 году пошёл добровольцем в армию. После увольнения из армии в 1924 году Исмаилов работал помощником слесаря в механических мастерских в Баку. В последующие годы он стал вторым секретарем ЦК комсомола Азербайджана и первым секретарем Нахичеванского обкома КП Азербайджана.
С первых дней Великой Отечественной войны Кязим Исмаилов вновь вступил в Красную армию, был начальником политотдела 402-й, 77-й, 378-й и 39-й стрелковых дивизий, принимал непосредственное участие в боях с немецко-фашистскими оккупантами.
После увольнения из армии в 1945 году Кязим Исмаилов вернулся к партийной работе — первый секретарь Агдашского и Сальянского райкомов партии, заведующий отделом административных органов ЦК Коммунистической партии Азербайджана.
Депутат Верховного Совета СССР 1-го созыва. Делегат XVIII съезда ВКП(б).
Скончался 21 марта 1981 года в возрасте 75 лет. Похоронен на Аллее почетного захоронения в Баку.